# Cotone (fibra)

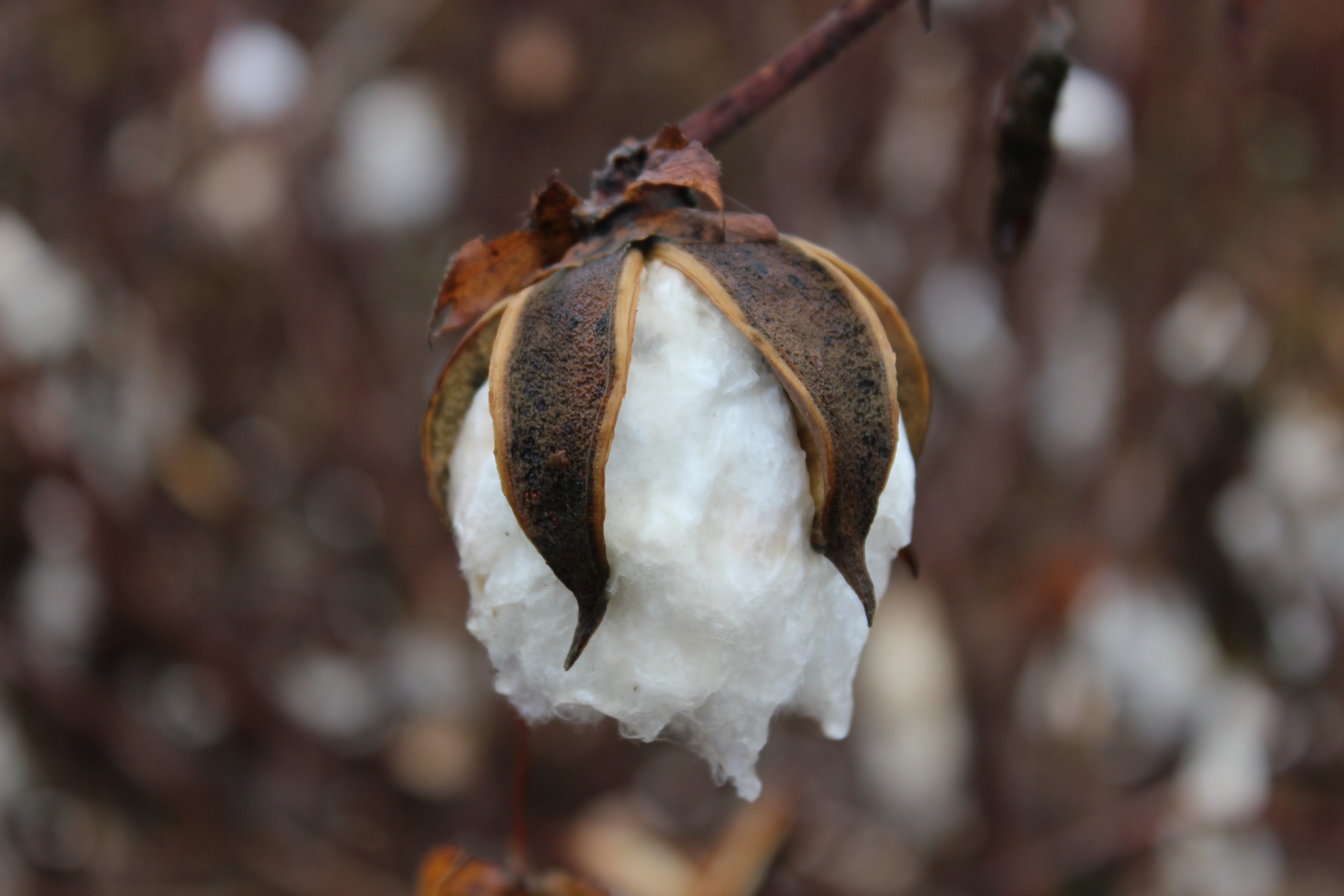
Bambagia di cotone sulla pianta.

Il cotone è una fibra tessile, ricavata dalla bambagia che avvolge i semi delle piante del genere Gossypium.
La sua tessitura ha origine nella preistoria: frammenti di tessuto di cotone risalenti al V millennio a.C. sono stati rinvenuti nella civiltà della valle dell'Indo. 
Sebbene sia quindi coltivato fin dall'antichità selezionandosi in varietà più produttive, è stata l'invenzione nel 1793 della sgranatrice di cotone a macchina a ridurne i costi di produzione, portandolo all'uso diffuso. Ad oggi è il tessuto in fibra naturale più utilizzato nell'abbigliamento.

## Cotonicoltura

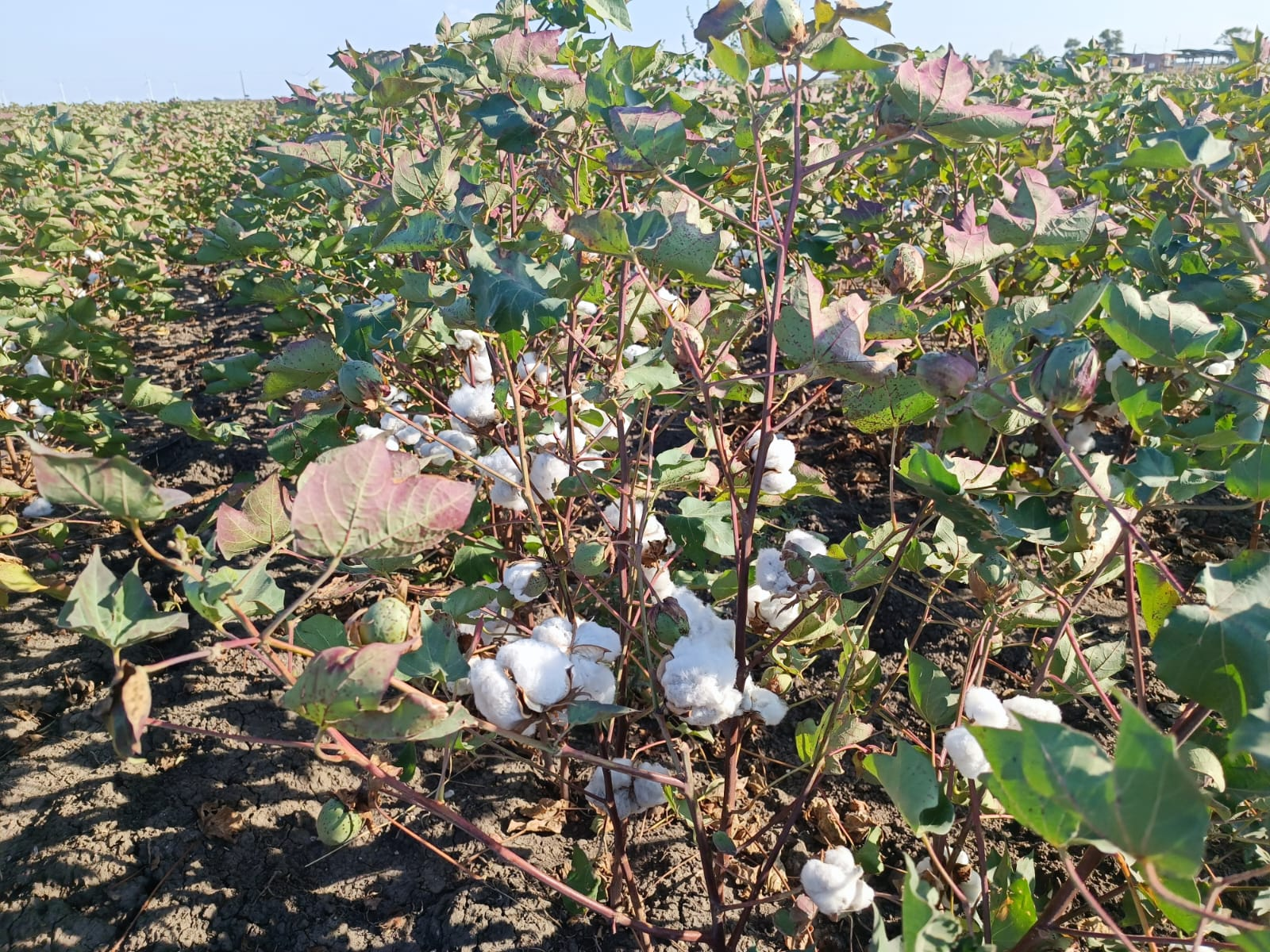
Piantagione di cotone in fase di maturazione in un campo in provincia di Foggia

Il cotone viene coltivato in molti Paesi in Asia, Africa e America, particolarmente pregiato quello egiziano e quello peruviano. Viene importato in Italia in fiocco, filato, tinto, trasformato in loco o riesportato. Negli ultimi anni sono comunque sorte delle piantagioni sul Tavoliere delle Puglie, più specificatamente nell'agro di San Severo.
Esistono molte specie vegetali che producono cotone, però solo quattro vengono coltivate commercialmente:
- Gossypium hirsutum – cotone americano, nativo dell'America centrale, Messico, Caraibi e Florida meridionale (90% della produzione mondiale)[1]
- Gossypium barbadense – nativo delle regioni tropicali dell'America meridionale (più del 5% della produzione mondiale)[1]
- Gossypium arboreum – nativo di India e Pakistan (<2% della produzione mondiale)
- Gossypium herbaceum – nativo dell'Africa meridionale e della penisola arabica (<2% della produzione mondiale)

## Produzione

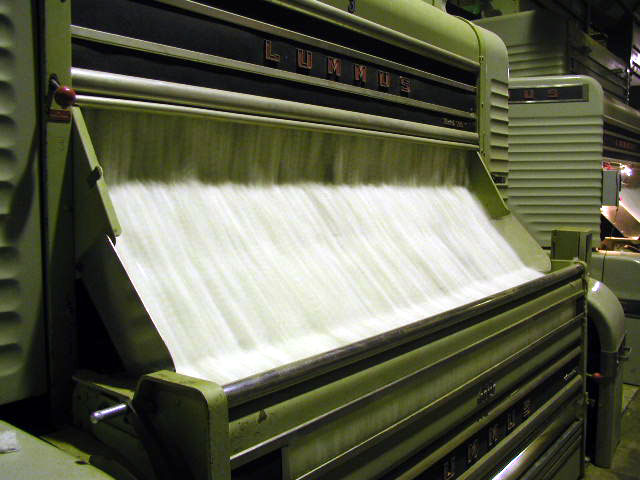
Una fase della lavorazione del cotone in una moderna sgranatrice di cotone.

| I maggiori produttori di cotone nel 2018 | I maggiori produttori di cotone nel 2018 |
| Paese                                    | Produzione (tonnellate)                  |
| ---------------------------------------- | ---------------------------------------- |
| Cina                                     | 17.711.962                               |
| India                                    | 14.657.000                               |
| Stati Uniti                              | 11.429.937                               |
| Brasile                                  | 4.956.044                                |
| Pakistan                                 | 4.828.439                                |
| Turchia                                  | 2.570.000                                |
| Australia                                | 2.500.000                                |
| Uzbekistan                               | 2.293.039                                |
| Grecia                                   | 837.432                                  |
| Argentina                                | 813.692                                  |

## Storia
Il cotone si otteneva in passato mediante lavorazione con strumenti di legno o a mano. Dopo aver preso la capsula del cotone dalla pianta omonima si ricavava un "gomitolo" di filamenti che veniva trattato e lavorato prima di essere inviato alle industrie tessili.
Il cotone era già presente prima del secondo millennio a.C. in India ed anche in Perù, ed era ampiamente noto agli Aztechi in America. Le prime testimonianze dell'esistenza di questa fibra risalgono a cinquemila anni fa e sono state trovate in Pakistan e a Tehuacán in Messico, ma tracce più recenti le abbiamo anche nei geroglifici egiziani e nelle cronache di Erodoto (V secolo a.C.).
Nel IV secolo a.C. Alessandro Magno aveva fatto di Alessandria il più importante centro di smistamento verso l'Europa del cotone indiano di pregiatissima qualità. Con la conquista della Spagna da parte degli Arabi vennero introdotte anche in Europa le tecniche di filatura e tessitura, oltre alla coltivazione del cotone che però si interruppe agli inizi del Seicento a seguito della cacciata dei Mori. A quel punto fu il Portogallo che si prese lo scettro di importatore principale del nobile cotone indiano.

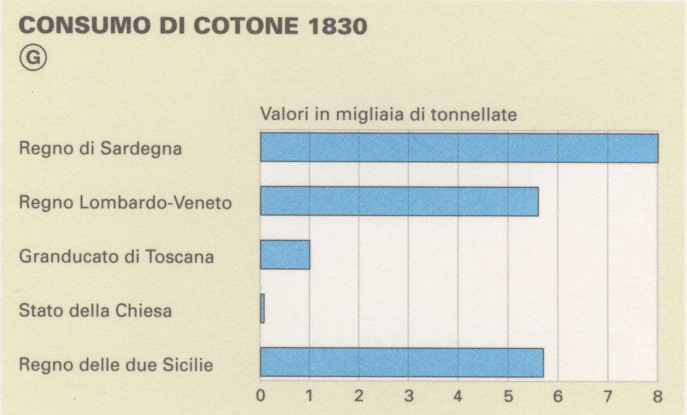
Consumo di cotone nel 1830 nella penisola italiana per Stato.

Tra il XVIII e il XIX secolo, con la rivoluzione industriale la produzione di tessuti e filati si concentrò nel Regno Unito. Da lì le tecnologie di coltivazione e di lavorazione si diffusero rapidamente verso le Americhe. Il cotone divenne un'importante fonte di reddito negli Stati Uniti, specialmente negli Stati del Sud, dove era coltivato da manodopera schiavile, spesso tratta in maniera coatta dall'Africa. Con l'elezione del presidente Lincoln, primo presidente repubblicano degli USA, sostenitore della causa dell'abolizione della schiavitù, la questione della produzione cotonifera tramite manodopera schiavile giunse al centro del dibattito politico, sfociando poi nella Guerra di secessione Americana, che vinta dagli Stati del Nord porterà all'abolizione della schiavitù.
l'Inghilterra grazie alle invenzioni di Richard Arkwright e Edmund Cartwright aveva dominato nel mondo il cosiddetto oro bianco, come veniva chiamato il cotone in «un documento dei tempi di Nabucondonosor . (...) Il Lancashire diventa il centro tessile della Terra. L'Inghilterra impedisce con tutti i mezzi che l'America, la più importante produttrice di cotone, si appropri delle invenzioni di Arkwright e Cartwright. Essa appoggia in tutti i modi gli Stati del Sud, cioè gli stati produttori di cotone, contro il Nord».

## Economia

### Produttori e consumatori
Secondo i dati al 2005 del ministero dell'Agricoltura statunitense, i maggiori produttori di cotone sono: Cina (5,7 milioni di tonnellate), Stati Uniti d'America (5,2), Pakistan (2,1), Uzbekistan (1,2) e Brasile (1). Gli altri paesi ne producono ciascuno meno di un milione di tonnellate.
Gli USA producono molto più di quello che consumano: producono 5,2 milioni di tonnellate, ma ne consumano 1,3. La Cina è all'estremo opposto: produce 5,7 milioni di tonnellate, ma ne consuma 9,8 e le sue importazioni (4,2) sono quasi la metà del totale mondiale (9,5).
L'Europa produce e importa relativamente poco cotone. I principali produttori sono la Grecia (0,43 milioni di tonnellate), la Spagna (0,11) e la Bulgaria (solo 2.177 tonnellate).
L'Italia è il principale importatore dopo la Russia, con 147.000 tonnellate (il Bangladesh ne importa 446.000, la Corea del Sud 228.600).
A partire dal 2002 si è aperta una vertenza internazionale sul cotone. Il Brasile ha contestato presso l'Organizzazione Mondiale del Commercio il sostegno accordato dal Governo degli Stati Uniti ai produttori nazionali.
Nel 2004 l'OMC ha "raccomandato" agli Stati Uniti:
- la rimozione degli effetti distorsivi dei sussidi diretti ai produttori o la loro abolizione;
- l'abolizione delle sovvenzioni accordate agli acquirenti interni di cotone (a fini di consumo o di esportazione);
- l'abolizione delle garanzie prestate agli esportatori.[6]

### Mercato del cotone
Il Cotton è il contratto futures con cui si scambia il cotone sui mercati finanziari ed è regolamentato dallo standard internazionale della Intercontinental Exchange (ICE).

#### Fattori
Il prezzo del cotone è influenzato dai seguenti fattori:
- Scorte globali: Nel recente passato, la Cina si è impegnata in enormi scorte per garantire un'adeguata fornitura di cotone. Queste azioni hanno spesso portato a prezzi interni del cotone più elevati in Cina rispetto al resto del mondo. Se la Cina vendesse tutte le sue scorte a causa della debole domanda interna, i prezzi del cotone sarebbero probabilmente inferiori. D'altra parte, se l'accaparramento cinese crea carenze globali, i prezzi potrebbero aumentare.
- Politiche governative: Numerosi governi, inclusi gli Stati Uniti, sovvenzionano pesantemente i coltivatori di cotone. Le sovvenzioni hanno l'effetto di mantenere artificialmente alta l'offerta di cotone ei suoi prezzi artificialmente bassi. Il Brasile ha perseguito e vinto cause contro gli Stati Uniti attraverso l'Organizzazione mondiale del commercio per ostacolare questi sussidi. Tuttavia, una recente fattura agricola statunitense ha aumentato i sussidi per il cotone. La prevalenza delle sovvenzioni può avere un effetto significativo sui prezzi del cotone.
- Domanda globale: La domanda globale di cotone è principalmente una funzione della salute generale dell'economia. Il cotone è in gran parte un articolo discrezionale e i consumatori possono scegliere altri tessuti sintetici più economici, come il poliestere, se l'economia è debole. La Cina svolge un ruolo così importante nel mercato del cotone che la sua economia, in particolare, deve tenere d'occhio.
- Clima: Come per tutte le materie prime agricole, il clima gioca un ruolo importante nel determinare i prezzi del cotone. Il cotone ha bisogno di clima caldo, precipitazioni adeguate e poco o nessun gelo per crescere correttamente. Le cattive condizioni meteorologiche nelle principali regioni in crescita dell'India o della Cina, ad esempio, potrebbero creare carenze di approvvigionamento e picchi dei prezzi. D'altra parte, condizioni meteorologiche ideali potrebbero creare raccolti eccezionali. Campo di cotone irrigato dai droni
- Prezzo dei materiali alternativi: La produzione e il prezzo dei tessuti sostitutivi come il poliestere possono svolgere un ruolo chiave nella determinazione dei prezzi del cotone. La Cina è uno dei principali produttori di acido tereftalico purificato (PTA), che è la materia prima utilizzata per produrre il poliestere. Storicamente, le decisioni di produzione relative al PTA possono avere un impatto drammatico sulla sua domanda. Queste decisioni, a loro volta, possono influenzare la domanda e i prezzi del cotone. I commercianti di cotone dovrebbero prestare molta attenzione alle dinamiche di mercato del PTA.
- Prezzi del petrolio: Il cotone è un raccolto costoso da produrre. I macchinari e gli autoveicoli necessari alla conduzione delle aziende agricole rappresentano una componente significativa dei costi complessivi. Macchine e attrezzature richiedono carburante, quindi i prezzi del petrolio greggio possono avere un forte impatto sulla produzione di cotone. Inoltre, il PTA è prodotto dal petrolio, quindi un aumento dei prezzi del greggio potrebbe rendere il poliestere più costoso e aumentare la domanda di cotone.
- Dollaro statunitense: La maggior parte delle materie prime, compreso il cotone, hanno un prezzo in dollari USA. Quando il valore del dollaro scende rispetto ad altre valute, ci vogliono più dollari per acquistare cotone rispetto a quando il prezzo è alto. Gli acquirenti che acquistano cotone in altre valute vedono il loro potere d'acquisto aumentare quando il dollaro è debole e diminuire quando il dollaro è forte.

## Tessuto
I tessuti di cotone sono ampiamente utilizzati sia nel campo dell'abbigliamento che in quello dell'arredamento.
- denim, utilizzato per fare jeans;
- chintz, stampato e di mano lucida.
- spugna, utilizzato per fare asciugamani da bagno;
- seersucker, dalla superficie increspata;
- tela bandera, per l'omonimo ricamo;
- fustagno, utilizzato per gli indumenti da lavoro.

Con il termine tessuto di cotone generalmente si intende indicare non solo tessuti fatti a telaio ma anche magline e jersey.
In aggiunta all'industria tessile, il cotone viene utilizzato anche nella fabbricazione di reti da pesca, tende, esplosivi (ad esempio la nitrocellulosa) e delle banconote in euro

### Lavaggio
I capi di cotone bianco si lavano preferibilmente a 60° (in caso di necessità per motivi igienici si può arrivare a 90°, i tessuti colorati a temperature più basse). Il cotone può essere lavato a mano o in lavatrice senza particolari problemi in quanto allo stato umido migliora la sua resistenza; occorre evitare l'asciugatura alla luce diretta del sole perché indebolisce e ingiallisce la fibra.

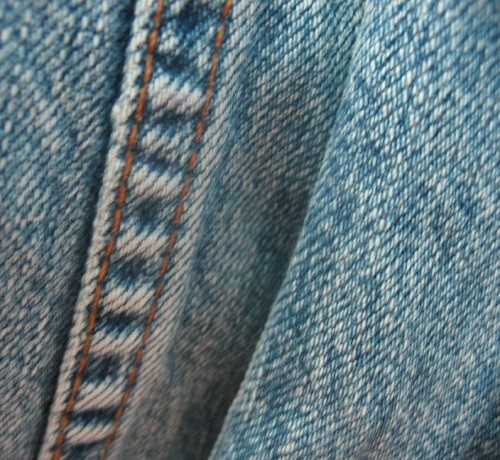
Denim
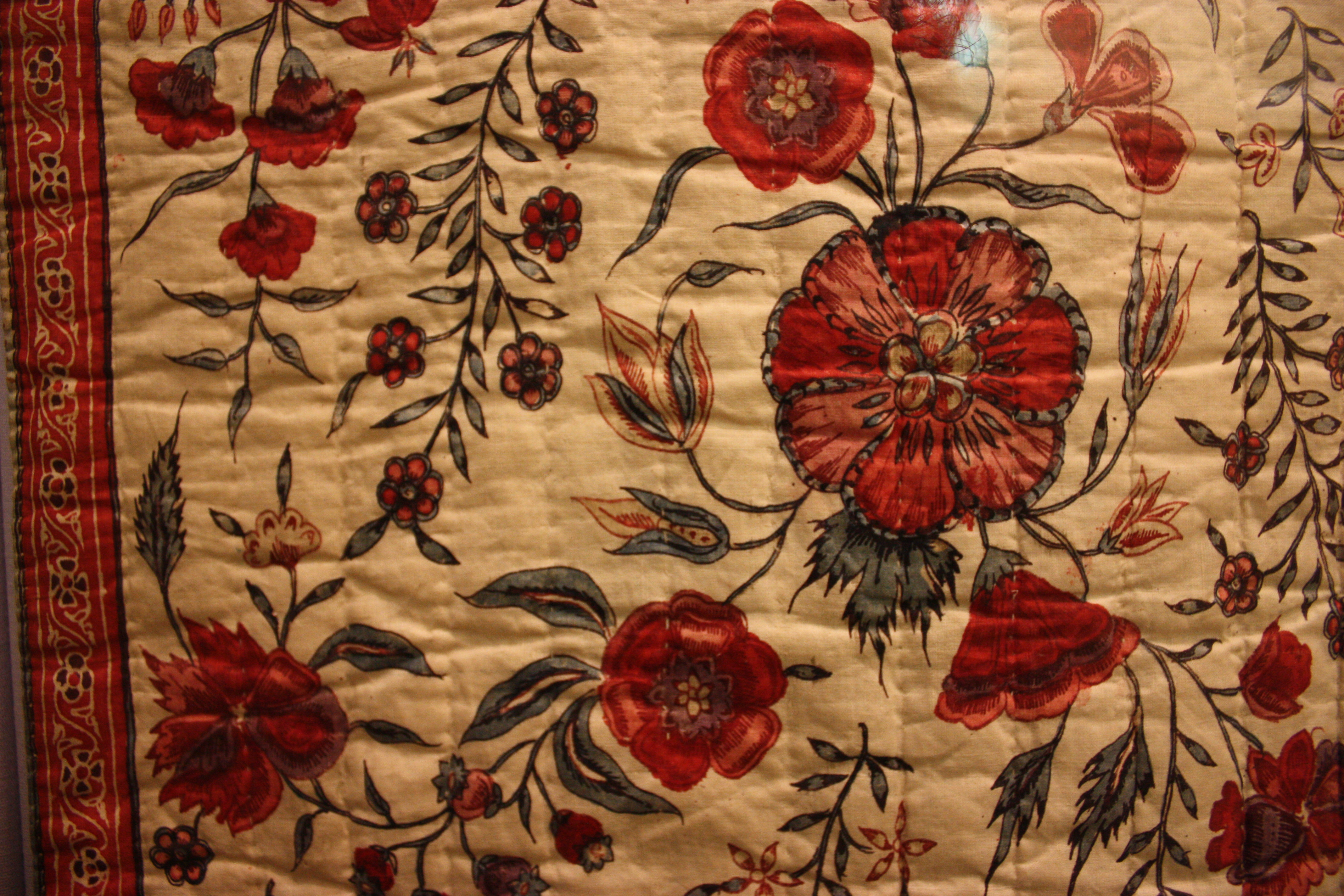
Chintz
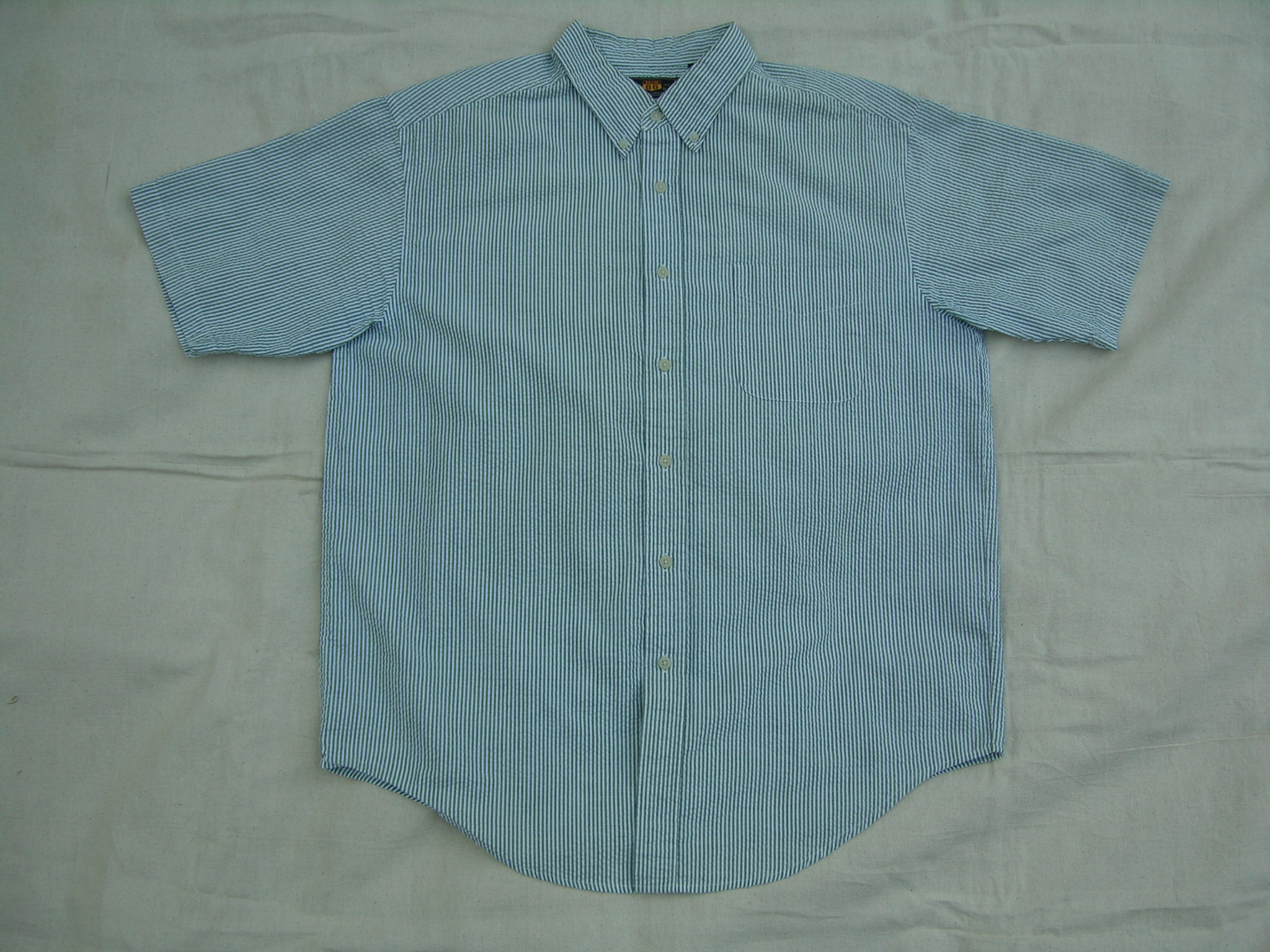
un capo in seersucker

## Filato di cotone

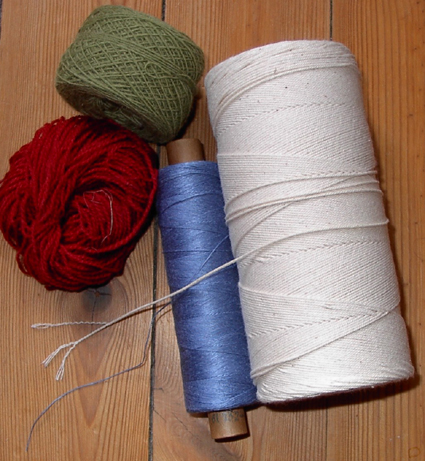
Rocchetti e gomitoli di cotone (blu e bianco), lana (rosso) e lino (verde) a confronto

Il filato delle fibre di cotone viene ottenuto attraverso la loro filatura.

### Lavorazione
La lavorazione, nel primo dopoguerra, prevedeva il passaggio nel torcitoio, macchina simile al filatoio ma sprovvista della parte stiro, che conferisce al filo svolto dalla rocca la torsione richiesta e confeziona il prodotto su un fuso. Il prodotto finale, confezionato, veniva poi regolarizzato e controllato attraverso la gasatrice, nella quale il passaggio del filo su una fiammella eliminava la peluria in eccesso e rendeva il filo più lucido. Se le ditte committenti necessitavano di matasse, si utilizzava l'aspatrice, se invece volevano il filo confezionato in rocche, si utilizzava la roccatrice.

### Filo
- Per la cucitura, manuale o con cucitrice è prodotto in spolette o rocchetti.
- Per ricamo, in matassine.

### Filato
- Per lavoro a maglia e uncinetto, in gomitoli o matasse.
- Per la produzione di tessuti e magline, in rocche è uno dei materiali più importanti per l'industria tessile.

#### Tipi di filato
- Vergine si intende le fibre lavorate per la prima volta
- Rigenerato si intende quello ottenuto dalla rilavorazione di tessuti già utilizzati.
- Mercerizzato
- Gasato
- Pettinato
- Ritorto, molto resistente, non si spela
- Makò
- Egitto
- Filo di Scozia ritorto e mercerizzato di cotone egiziano.
- Mouliné, Perlé, adatti per il ricamo
- Cordonetto, Cablé adatti per uncinetto e maglieria
- Cambrì, tessuto fine di cotone per biancheria.
- Ghinea, tessuto grosso di cotone, di qualità bassa, appena torto, usato per la biancheria, così chiamato perché in origine veniva fabbricato per l'esportazione in Guinea.

## Proprietà
- La fibra di cotone ha comportamento anelastico. La resistenza meccanica è influenzata dalla presenza dell'acqua: le fibre umide sono più tenaci di quelle secche.
- all'aria presenta buona stabilità.
- a contatto con la fiamma brucia molto facilmente lasciando della cenere bianca.
- lascia sulla pelle una sensazione di freschezza.